# Tilman Baumgärtel

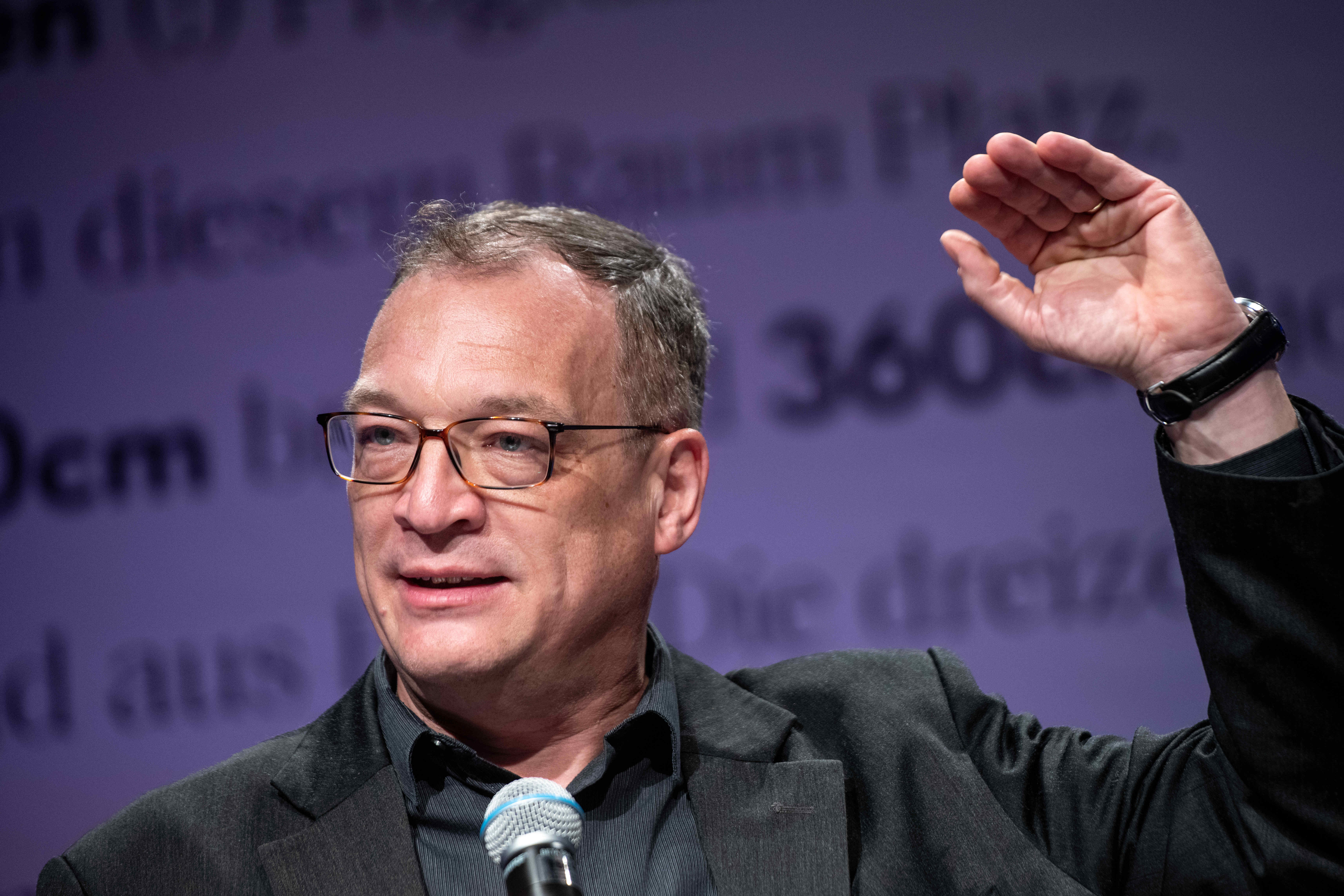
Tilman Baumgärtel, 2019

Tilman Baumgärtel (* 1966 in Würzburg) ist ein deutscher Autor, Medienwissenschaftler, Kurator und Journalist. Er ist Professor für Medientheorie im Fachbereich Gestaltung an der Hochschule Mainz.

## Leben
Von 2005 bis 2009 unterrichtete er an der Universität der Philippinen in Manila Medien- und Filmwissenschaft. Von 2009 bis 2012 war er für den Deutschen Akademischen Austauschdienst (DAAD) an der Royal University of Phnom Penh in Kambodscha am Department of Media and Communication tätig. Seit 2014 unterrichtet er Medientheorie an der Hochschule Mainz und wurde dort 2015 zum Professor für Medientheorie berufen.
Tilman Baumgärtel hat über Medienkultur, Netzkunst, Computerspiele, Independent-Kino in Südostasien und den deutschen Filmemacher Harun Farocki veröffentlicht.
Er war Organisator der Konferenz Asian Edition. A Conference on Media Piracy in South East Asia und veröffentlichte zuletzt Texte zur Theorie des Internets. Zurzeit leitet er die Durchführung eines DFG-Projekts über die Künstlergruppe Van Gogh TV und ihr documenta-Projekt Piazza Virtuale.
Als Journalist schreibt er seit Anfang der 1990er Jahre für die Berliner Tageszeitung, Die Zeit, die Neue Zürcher Zeitung, telepolis, die Berliner Zeitung und andere deutsche und internationale Zeitungen und Zeitschriften.

## Veröffentlichungen
- Vom Guerilla-Kino zum Essayfilm: Harun Farocki. Monographie eines deutschen Autorenfilmers, Berlin 1998
- net.art. Materialien zur Netzkunst, Nürnberg 1999
- net.art 2.0. Neue Materialien zur Netzkunst. New Material on art on the internet (bi-lingual: deutsch/englisch), Nürnberg 2001
- install.exe, Basel 2003
- games. Computerspiele von Künstlerinnen, (PDF; 3,3 MB) Frankfurt/Main 2003
- Kino Sine. Philippine-German Cinema Relations, Manila 2007
- The Calamansi Cook Book: An Expat's Guide to Eating Well in the Philippines, Manila 2009
- KON. The Cinema of Cambodia (Studentenprojekt), Phnom Penh 2010
- DONTREY. The Music of Cambodia (Studentenprojekt), Phnom Penh 2011
- STHAPATYAM. The Architecture of Cambodia (Studentenprojekt), Phnom Penh 2012
- Southeast Asian Independent Cinema (engl.) (PDF; 3,4 MB), Hong Kong 2012
- Schleifen. Zur Geschichte und Ästhetik des Loops, Berlin 2015 (engl. Ausgabe: Now and Forever: Towards a Theory and History of the Loop, London 2022 (Zero Books))
- Pirate Essays. A Reader in international Media Piracy, Amsterdam 2016
- Texte zur Theorie des Internets, Stuttgart 2017 (Reclam-Universal-Bibliothek)
- Texte zur Theorie der Werbung, Stuttgart 2018 (Reclam-Universal-Bibliothek)
- Eintritt in ein Lebewesen – Von der Sozialen Skulptur zum Plattform-Kapitalismus, Berlin 2020 (Kunstraum Kreuzberg)
- GIFs, Berlin 2020 (Wagenbach Verlag)
- Van Gogh TV´s "Piazza virtuale". The Invention of Social Media at documenta IX in 1992, Bielefeld 2021 (Transcript Verlag), E-Book-Version als Open-Access-Datei hier.
- Film reviews from Réalités Cambodgiennes, Kambuja and Nokor Khmer 1965 – 1974, self-published collection of historical sources on Cambodian cinema from the 1960s and 1979s, Phnom Penh 2025, digital file available here.

## Kuratierte Ausstellungen (Auswahl)
- Games. Computerspiele von KünstlerInnen, Hardware MedienKunstVerein Dortmund, 2003
- Eintritt in ein Lebewesen, Kunstraum Kreuzberg, Berlin 2020
- Is it Art or is it Internet, Vol 1., Upstream Gallery Amsterdam, 2021
- Van Gogh TVs Piazza virtuale, Künstlerhaus Bethanien, Berlin 2021, Online-Version hier.